# Albert Frey-Wyssling
Albert Frey-Wyssling, född 8 november 1900, död 30 augusti 1988, var en schweizisk botaniker.
Albert Frey-Wyssling blev professor i allmän botanik och växtfysiologi vid tekniska högskolan i Zürich 1939. Han utförde uppmärksammade undersökningar över cellens molekylarstruktur och återupptog och modifierade Carl Wilhelm von Nägelis micellarteori. Bland hans arbeten märks Das Polarisationsmikroskop (1926, tillsammans med Hermann Ambronn), Die Stoffausscheidung der höheren Pflanzen (1935), Submikroskopische Morphologie des Protoplasmas und seiner Derivate (1938, engelsk upplaga 1948) och Ernährung und Stoffwechsel der Pflanzen (1945).